# Atelier (hoorspel)
Atelier is een hoorspel van Wolfgang Graetz. Hölle auf Sparflamme werd op 20 augustus 1966 door de Westdeutscher Rundfunk uitgezonden. Willy Wielek-Berg vertaalde het en de VARA zond het uit op 15 juni 1968. De regisseur was Ad Löbler. Het hoorspel duurde 34 minuten.

## Rolbezetting
- Joke Hagelen (Tina)
- Tonny Foletta (de baas)
- Hans Karsenbarg (Heinz)
- Huib Orizand (de chef)
- Corry van der Linden, Paula Majoor, Irene Poorter, Gerrie Mantel, Maria Lindes, Elly den Haring, Tine Medema, Nel Snel & Dogi Rugani (het vrouwelijk personeel)

## Inhoud
De "nieuwe", die de vrijgekomen plek aan een van de vele naaimachines overneemt, is mooi, en dat zorgt al voor een geprikkelde stemming in de grote fabriekshal; ze is flink, en dat betekent gevaar, dat ze invloed heeft op het stukloon; ze wil weten, wat er van haar verlangd wordt, en daar wordt door de jongeman die toezicht houdt, ruw gebruik van gemaakt, en wanneer ze zich met een bezwaar tot een hoger geplaatste wendt, is dat een bewijs voor het feit dat ze “niet onder afdelingschefs kan functioneren”. Ze kan doen wat ze wil, steeds wordt van haar gezegd dat ze stookt, de zaak in het honderd doet lopen, het bedrijf tegenwerkt enzovoort. Tot er op een dag weer een "nieuwe" in de hal verschijnt en de reeds “opgeleide” kan bewijzen dat ze alles, maar dan werkelijk ook alles van de collega’s geleerd heeft...